# Цербст
Цербст (нім. Zerbst) — місто в Німеччині, розташоване в землі Саксонія-Ангальт. Входить до складу району Ангальт-Біттерфельд.
Площа — 467,65 км2. Населення становить 21 234 ос. (станом на 31 грудня 2021).

## Відомі люди
- Софія Августа Ангальт-Цербстська